# 布尔讷夫
布尔讷夫（法語：Bourgneuf，法語發音：[buʁnœf]，意为“新堡”）是法国滨海夏朗德省的一个市镇，位于该省西北部，属于拉罗谢尔区。

## 地理
布尔讷夫（46°10'1"N, 1°1'27"W）面积2.68 平方千米，位于法国新阿基坦大区滨海夏朗德省，该省份为法国西部滨海省份，北起旺代省，西临大西洋，南至吉倫特省，东南接多爾多涅省，东北接德塞夫勒省接壤，东临夏朗德省。
与布尔讷夫接壤的市镇（或旧市镇、城区）包括：滨海栋皮埃尔、蒙鲁瓦、佩里尼、圣苏勒。

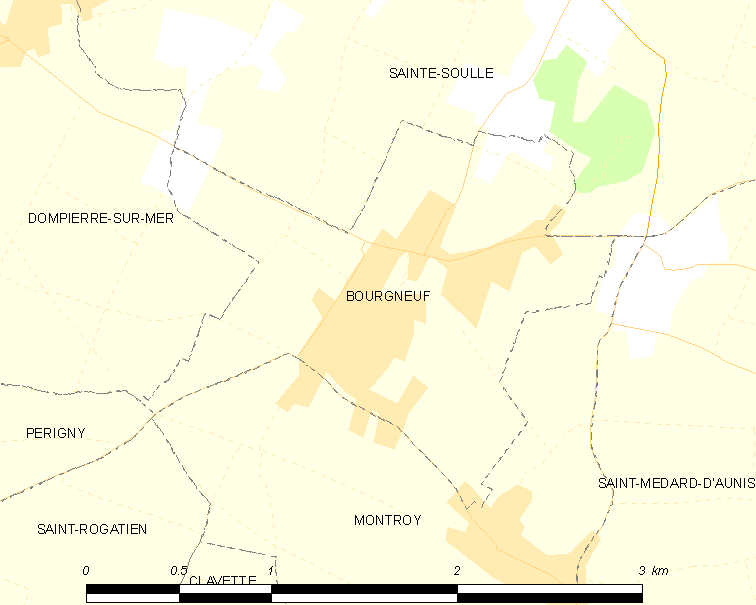
布尔讷夫的OSM定位图

布尔讷夫的时区为UTC+01:00、UTC+02:00（夏令时）。

## 行政
布尔讷夫的邮政编码为17220，INSEE市镇编码为17059。

## 政治
布尔讷夫所属的省级选区为拉雅里县。

## 人口

1962-2008年间布尔讷夫人口变化图示

布尔讷夫于2022年1月1日时的人口数量为1441人。